# La mandarina
La mandarina (La mandarine) è un film del 1972 diretto da Édouard Molinaro.